# Albert Leduc
J. Albert Leduc, surnommé Battleship Leduc (né le 22 novembre 1902 à Salaberry-de-Valleyfield, dans la province de Québec, au Canada et mort le 31 juillet 1990 à Montréal, Québec) est un joueur professionnel de hockey sur glace qui occupait la position de défenseur.

## Carrière
Leduc a joué dans la Ligue nationale de hockey (LNH) de 1925 à 1935. Au cours de cette période, il a joué pour les Rangers de New York, les Sénateurs d'Ottawa et les Canadiens de Montréal. Il a participé aux deux victoires de la Coupe Stanley que le Club de hockey Canadien a remporté en 1930 et 1931.
Au cours de ses études collégiales, il joue déjà pour l'équipe du Collège de Valleyfield.

## Hommages et honneurs
J. Albert Leduc a reçu plusieurs hommages, tant au cours de sa carrière, que posthume. En 1955, la Sportsman Association lui a rendu hommage à l'occasion de son tournoi de golf annuel à Lachute.
En 1996 et 1997, le Musée McCord et le Musée de la civilisation lui ont également réservé un espace de particulier lors de l'exposition "Montréal, tout est hockey", en exposant son équipement,.
En 2017, le Musée Pointe-à-Caillière a aussi fait une place de choix à son équipement dans l'exposition "Passion : hockey".

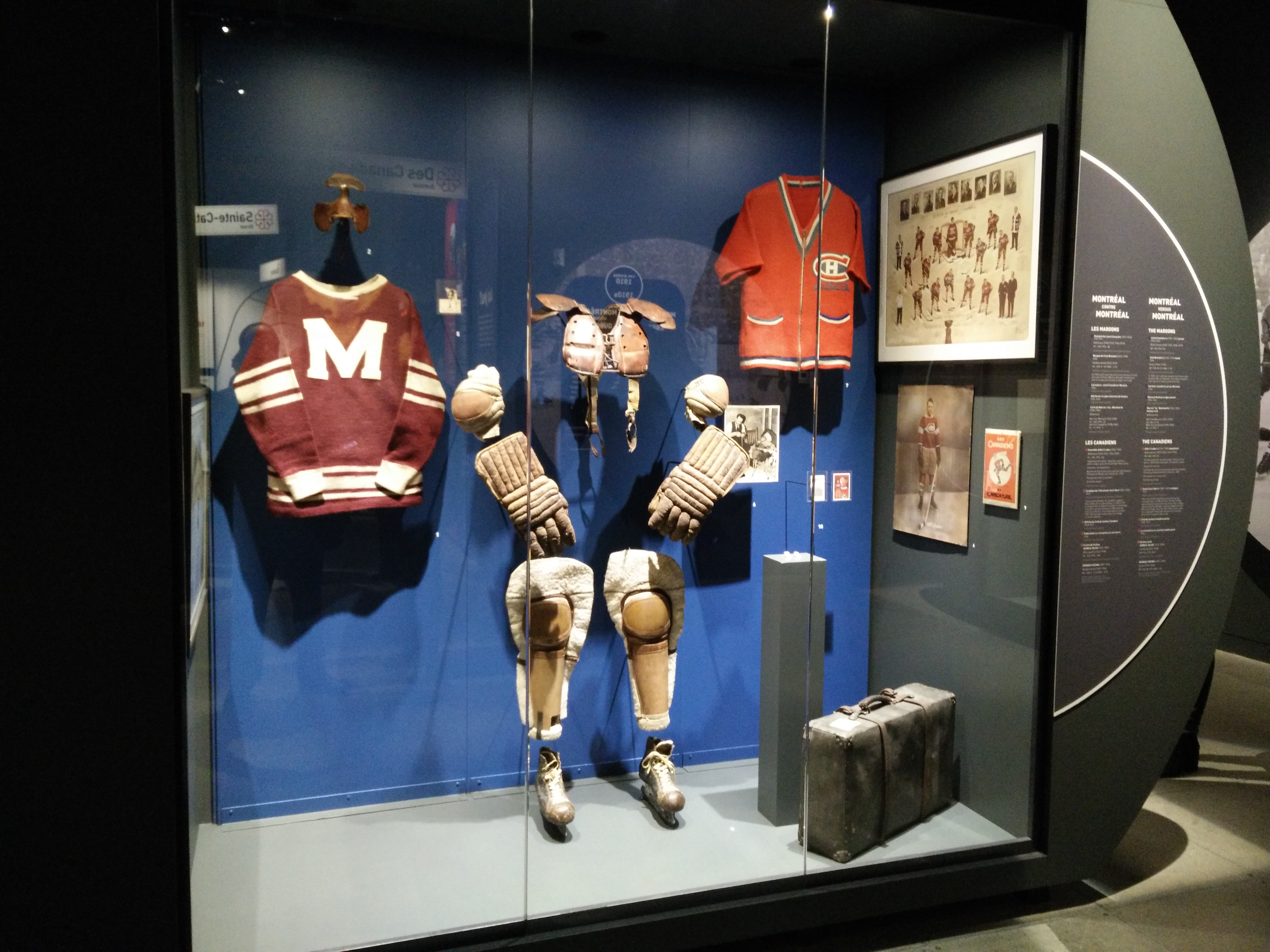
Équipement de hockey sur glace de J. Albert "Battleship" Leduc, 1925-1939.

## Statistiques

### De joueur
| Saison     | Équipe                | Ligue      |     | Saison régulière | Saison régulière | Saison régulière | Saison régulière | Saison régulière |   | Séries éliminatoires | Séries éliminatoires | Séries éliminatoires | Séries éliminatoires | Séries éliminatoires |
| Saison     | Équipe                | Ligue      | PJ  | B                | A                | Pts              | Pun              | PJ               | B | A                    | Pts                  | Pun                  |                      |                      |
| 1925-1926  | Canadiens de Montréal | LNH        | 32  | 10               | 3                | 13               | 62               |                  |   |                      |                      |                      |                      |                      |
| 1926-1927  | Canadiens de Montréal | LNH        | 43  | 5                | 2                | 7                | 62               | 4                | 0 | 0                    | 0                    | 2                    |                      |                      |
| 1927-1928  | Canadiens de Montréal | LNH        | 43  | 8                | 5                | 13               | 73               | 2                | 1 | 0                    | 1                    | 5                    |                      |                      |
| 1928-1929  | Canadiens de Montréal | LNH        | 43  | 9                | 2                | 11               | 79               | 3                | 1 | 0                    | 1                    | 4                    |                      |                      |
| 1929-1930  | Canadiens de Montréal | LNH        | 44  | 7                | 8                | 15               | 90               | 6                | 1 | 3                    | 4                    | 8                    |                      |                      |
| 1930-1931  | Canadiens de Montréal | LNH        | 44  | 8                | 6                | 14               | 82               | 7                | 0 | 2                    | 2                    | 9                    |                      |                      |
| 1931-1932  | Canadiens de Montréal | LNH        | 41  | 5                | 3                | 8                | 60               | 4                | 1 | 1                    | 2                    | 2                    |                      |                      |
| 1932-1933  | Canadiens de Montréal | LNH        | 48  | 5                | 3                | 8                | 62               | 2                | 1 | 0                    | 1                    | 2                    |                      |                      |
| 1933-1934  | Sénateurs d'Ottawa    | LNH        | 35  | 1                | 3                | 4                | 34               | -                | - | -                    | -                    | -                    |                      |                      |
| 1933-1934  | Rangers de New York   | LNH        | 7   | 0                | 0                | 0                | 6                | -                | - | -                    | -                    | -                    |                      |                      |
| 1934-1935  | Canadiens de Montréal | LNH        | 4   | 0                | 0                | 0                | 4                | -                | - | -                    | -                    | -                    |                      |                      |
| 1934-1935  | Castors de Québec     | Can-Am     |     | 12               | 14               | 26               | 53               |                  |   |                      |                      |                      |                      |                      |
| 1935-1936  | Reds de Providence    | Can-Am     |     | 5                | 15               | 20               | 82               |                  |   |                      |                      |                      |                      |                      |
| 1936-1937  | Reds de Providence    | IAHL       | 37  | 2                | 8                | 10               | 48               |                  |   |                      |                      |                      |                      |                      |
| Totaux LNH | Totaux LNH            | Totaux LNH | 384 | 58               | 35               | 93               | 614              | 28               | 5 | 6                    | 11                   | 32                   |                      |                      |

### D'entraîneur
| Saison    | Équipe             | Ligue  |    | PJ | V  | D | N                       |  | Séries éliminatoires |
| 1935-1936 | Reds de Providence | Can-Am | 47 | 21 | 20 | 6 | Finalistes              |  |                      |
| 1936-1937 | Reds de Providence | IAHL   | 48 | 21 | 20 | 7 | Défaite au premier tour |  |                      |